# Kleine Einsteins
Kleine Einsteins (Amerikaanse-Canadese titel: Little Einsteins) is een Amerikaanse-Canadese animatieserie. Het is gericht op kinderen van 2-8 jaar. Het wordt in Nederland, België en de VS uitgezonden door Disney Jr. In Nederland wordt het uitgezonden door Net5 en in België door Kaatje, het peuterblok van de kinderzender Ketnet.

## Plot
Het gaat over 4 vrienden, Leo, Quincy, Annie en June. Ze zijn altijd met zijn vieren en beleven vaak avonturen. Ze gaan samen met hun raket naar de plek waar ze het avontuur gaan beleven. Er zijn vaak problemen en die lossen de Kleine Einstens op. Het programma probeert educatief te zijn op een speelse wijze: tijdens elke aflevering staat een muziekstuk van een componist centraal (bv. Für Elise van Beethoven) en een kunstwerk (bv. De Schreeuw van Munch). Tijdens de aflevering hebben de Kleine Einsteins het muziekstuk nodig om iets te vinden of om een oplossing te vinden voor hun 'missie'. Tijdens deze 'missie' komen ze dan ook in het kunstwerk terecht.
De Kleine Einsteins zijn getekende animatiefiguurtjes, maar ze komen wel in 'echte' landschappen terecht, bv. in een filmfragmentje opgenomen in Venetië.
Elke aflevering begint met de voorstelling van het muziekstuk en het kunstwerk. De kinderen krijgen dus ook de naam van de kunstenaar en de componist te horen.
Op het einde van de aflevering wordt ook telkens applaus gevraagd voor het kunstwerk en de muziek van de dag.

## Hoofdpersonages
Informatie over de personages staat tussen haakjes. Dit zijn:
- Leo (de belangrijkste. Hij weet vaak een oplossing voor de problemen. 6 jaar oud.): Leo is de dirigent. Hij heeft een dirigeerstokje bij en zorgt ervoor dat de muziek luider, stiller, sneller, trager, ... gaat. Hierbij gebruikt hij ook de echte termen, bv. allegro. De kijkers worden uitgenodigd om mee te tikken of klappen op het gewenste ritme.
- June (een meisje afkomstig van Azië. Ze draagt een paars ballerina-jurkje en is 6 jaar oud.): June danst. Vaak is er een dansje nodig om de raket langs moeilijke hindernissen te loodsen. De kijkertjes worden uitgenodigd om de eenvoudige danspasjes mee te doen.
- Quincy (een bruine jongen en de grappenmaker in het stel. 5 jaar oud.): Quincy speelt op allerlei instrumenten en benoemt deze ook. Tijdens sommige missies is het nodig om op een instrument te spelen en dan doet Quincy dit.
- Annie (de jongste uit het stel. 4 jaar oud, het zusje van Leo.): Annie zingt. Ze maakt meestal een liedje op het klassieke thema dat we tijdens de hele uitzending horen. Dit liedje wordt dan vaak herhaald.
- Raket (een rode raket die de Kleine Einstens overal naartoe vervoert. Hij blijft trouw aan Leo en doet vaak wat hij zegt.)

## Nederlandse stemmen
| Personage | Stemacteur/actrice                          |
| --------- | ------------------------------------------- |
| Leo       | (S1) Victor Peeters (S2) Christian Haakkert |
| June      | Robin Virginie                              |
| Quincy    | Boyan van der Heijden                       |
| Annie     | Pip Pellens                                 |

## Afleveringen

### Seizoen 1 (2005-2006)
| Aflevering (seizoen) | Aflevering (serie) | Nederlandse titel                                 | Originele titel                                    | Uitzenddatum /   |
| -------------------- | ------------------ | ------------------------------------------------- | -------------------------------------------------- | ---------------- |
| 1                    | 1                  | Onze grote waanzinnige avontuur (film)            | Our Huge Adventure (movie)                         | 27 augustus 2005 |
| 2                    | 2                  | Ring rond de planeet                              | Ring Around the Planet                             | 15 oktober 2005  |
| 3                    | 3                  | Ik ben dol op dirigeren                           | I Love to Conduct                                  | 15 oktober 2005  |
| 4                    | 4                  | Hongaarse hikjes                                  | Hungarian Hiccups                                  | 22 oktober 2005  |
| 5                    | 5                  | Walvisavontuur                                    | Whale Tale                                         | 29 oktober 2005  |
| 6                    | 6                  | Piratenschat                                      | Pirate's Treasure                                  | 5 november 2005  |
| 7                    | 7                  | Verjaardagsballonnen                              | The Birthday Balloons                              | 12 november 2005 |
| 8                    | 8                  | Legende van de gouden piramide                    | The Legend of the Golden Pyramid                   | 19 november 2005 |
| 9                    | 9                  | Drakenvlieger                                     | Dragon Kite                                        | 26 november 2005 |
| 10                   | 10                 | Naar het westen, jonge trein                      | Go West, Young Train                               | 3 december 2005  |
| 11                   | 11                 | Boerin Annie                                      | Farmer Annie                                       | 10 december 2005 |
| 12                   | 12                 | Halloween                                         | A Little Einsteins Halloween                       | 17 december 2005 |
| 13                   | 13                 | Annie's solomissie                                | Annie's Solo Mission                               | 24 december 2005 |
| 14                   | 14                 | De muis en de maan                                | The Mouse and the Moon                             | 31 december 2005 |
| 15                   | 15                 | Goede ridder en de slechte ridder                 | The Good Knight and the Bad Knight                 | 7 janvier 2006   |
| 16                   | 16                 | De Kerstwens                                      | The Christmas Wish                                 | 14 janvier 2006  |
| 17                   | 17                 | Hoe werden wij kleine einsteins: het ware verhaal | How We Became the Little Einsteins: The True Story | 21 januari 2006  |
| 18                   | 18                 | Spring voor Joey                                  | Jump for Joey                                      | 28 januari 2006  |
| 19                   | 19                 | Noordernachtlampje                                | The Northern Night Light                           | 25 februari 2006 |
| 20                   | 20                 | Hoera hoera, het is lente!                        | O Yes, O Yes, It's Springtime!                     | 25 maart 2006    |
| 21                   | 21                 | Een lang totemverhaal                             | A Tall Totem Tale                                  | 22 april 2006    |
| 22                   | 22                 |                                                   | The Incredible Shrinking Adventure                 | 6 mei 2006       |
| 23                   | 23                 | June's kleine eendje                              | Duck, Duck, June                                   | 20 mei 2006      |
| 24                   | 24                 | Raketsafari                                       | Rocket Safari                                      | 24 juni 2006     |
| 25                   | 25                 | Dit is tikker                                     | Knock on Wood                                      | 15 juli 2006     |
| 26                   | 26                 | Slaap lekker tussen de planeten                   | A Galactic Goodnight                               | 19 augustus 2006 |
| 27                   | 27                 | De verjaardag machine                             | The Birthday Machine                               | 21 oktober 2006  |
| 28                   | 28                 | Een heel nieuw jasje                              | A Brand New Outfit                                 | 11 november 2006 |
| 29                   | 29                 | Zoekgeraakte uitnodiging                          | The Missing Invitation                             | 25 november 2006 |

### Seizoen 2 (2007-2010)
| Aflevering (seizoen) | Aflevering (serie) | Nederlandse titel                   | Originele titel                          | Uitzenddatum /    |
| -------------------- | ------------------ | ----------------------------------- | ---------------------------------------- | ----------------- |
| 1                    | 30                 | Quincy en de tover instrumenten     | Quincy and the Magic Instruments         | 13 januari 2007   |
| 2                    | 31                 | Broer en zus komen je redden        | Brothers and Sisters to the Rescue       | 13 januari 2007   |
| 3                    | 32                 | Glazen muiltjesbal                  | The Glass Slipper Ball                   | 3 februari 2007   |
| 4                    | 33                 | Annie's vriendschapliedje           | Annie's Love Song                        | 17 februari 2007  |
| 5                    | 34                 | Melodietje het muziek dier          | Melody, the Music Pet                    | 3 maart 2007      |
| 6                    | 35                 | Prinses Fagot                       | The Puppet Princess                      | 17 maart 2007     |
| 7                    | 36                 | Super snel                          | Super Fast!                              | 31 maart 2007     |
| 8                    | 37                 | Hij spreekt muziek                  | He Speaks Music!                         | 14 april 2007     |
| 9                    | 38                 | Hallo cello                         | Hello, Cello                             | 28 april 2007     |
| 10                   | 39                 | Annie en het speelgoedvliegtuigje   | Annie and the Little Toy Plane           | 5 mei 2007        |
| 11                   | 40                 | Billie's grote race                 | Carmine's Big Race                       | 12 mei 2007       |
| 12                   | 41                 | De grote luchtrace-revanche         | The Great Sky Race Rematch               | 12 mei 2007       |
| 13                   | 42                 |                                     | Sleeping Bassoon                         | 30 juni 2007      |
| 14                   | 43                 | Raketsoep                           | Rocket Soup                              | 4 augustus 2007   |
| 15                   | 44                 | Het Blauwvoetzeemeeuwenballet       | The Blue-Footed Booby Bird Ballet        | 25 augustus 2007  |
| 16                   | 45                 |                                     | Little Red Rockethood                    | 15 september 2007 |
| 17                   | 46                 | Puzzel van de sfinx                 | The Puzzle of the Sphinx                 | 20 oktober 2007   |
| 18                   | 47                 | Wilde ganzenjacht                   | The Wild Goose Chase                     | 3 november 2007   |
| 19                   | 48                 | Annie en de bonenstaak              | Annie and the Beanstalk                  | 10 november 2007  |
| 20                   | 49                 | Sleutel van de speelgoedprins       | The Wind-Up Toy Prince                   | 8 december 2007   |
| 21                   | 50                 | Roomijsavontuur                     | Mr. Penguin's Ice Cream Adventure"       | 2 februari 2008   |
| 22                   | 51                 | Annie pak je microfoon              | Annie, Get Your Microphone               | 23 februari 2008  |
| 23                   | 52                 | Verborgen schat achter de rode deur | The Treasure Behind the Little Red Door" | 15 maart 2008     |
| 24                   | 53                 | Geheime mysterie-prijs              | The Secret Mystery Prize                 | 19 april 2008     |
| 25                   | 54                 |                                     | Animal Snack Time                        | 3 mei 2008        |
| 26                   | 55                 | Grote Schubert raadspel             | The Great Schubert's Guessing Game       | 21 juni 2008      |
| 27                   | 56                 |                                     | Quincy and the Instrument Dinosaurs      | 19 juli 2008      |
| 28                   | 57                 | Bouw het, raket                     | Build It, Rocket!                        | 2 augustus 2008   |
| 29                   | 58                 | Melodietje en ik                    | Melody and Me                            | 13 september 2008 |
| 30                   | 59                 | Muziekmonsters                      | Music Monsters                           | 11 oktober 2008   |
| 31                   | 60                 | Lied van de eenhoorn                | The Song of the Unicorn                  | 1 november 2008   |
| 32                   | 61                 | Vlucht van de instrumenten-elfjes   | Flight of the Instrument Fairies         | 13 december 2008  |
| 33                   | 62                 | Malle sok redt het circus           | Silly Sock Saves the Circus              | 17 januari 2009   |
| 34                   | 63                 | Hup team                            | Go Team!                                 | 21 maart 2009     |
| 35                   | 64                 | Muziekrobot uit de ruimte           | The Music Robot from Outer Space         | 2 mei 2009        |
| 36                   | 65                 | Laat maar zien                      | Show and Tell                            | 26 september 2009 |
| 37                   | 66                 | Brandweerwagenraket                 | Fire Truck Rocket                        | 28 november 2009  |
| 38                   | 67                 | Raketbeestje                        | Rocket the Bug                           | 28 november 2009  |
| 39                   | 68                 | Grote optocht van mini olifant      | Little Elephant's Big Parade             | 26 december 2009  |
| 40                   | 69                 | Raket Redt Vuurvogel                | Rocket's Firebird Rescue                 | 19 juni 2010      |